# Боряк, Василий Семёнович
Васи́лий Семёнович Боря́к (1926—2001) — советский военный, танкист и ракетчик, гвардии полковник. Участник Великой Отечественной войны. Полный кавалер ордена Славы.

## Биография

### До призыва в армию
Василий Семёнович Боряк родился 4 мая 1926 года в селе Ручки Гадячского района Полтавской области Украинской ССР СССР в крестьянской семье. Украинец.
Когда началась война, Василий Боряк ещё учился в средней школе. Призыву по возрасту подросток не подлежал, но в первые месяцы войны он проводил на фронт многих своих односельчан, среди которых было немало родственников. Его старший брат Гордей был кадровым военным, командовал взводом 9-го отдельного пулемётного батальона 68-го Гродненского укрепрайона, который уже в первые дни войны вступил в бой с немецко-фашистскими захватчиками под городом Лида. Вскоре ушёл на фронт второй брат Николай. В начале сентября 1941 года в армию призвали и отца, а уже 6 числа началась эвакуация в глубокий тыл колхозного имущества. Пятнадцатилетний Василий вместе с матерью помогал перегонять на восток колхозный скот. По дороге колонна беженцев несколько раз подвергалась налётам немецкой авиации. Во время бомбёжки в районе города Лиски без вести пропал младший брат Василия Семёновича Иван. В ноябре 1941 года беженцев с Полтавщины распределили по колхозам Родничковского района Саратовской области, но летом 1942 года немецкие войска прорвались к большой излучине Дона, и Авдотья Федотовна с сыном Василием уехала вглубь страны. В августе 1942 года они оказались в Новосибирске. Жили в Кировском районе города по улице Тульской. Василий Семёнович к лету 1943 года окончил девятый класс, затем до призыва на военную службу работал на заводе.

### Орден Славы III степени
В ряды Рабоче-крестьянской Красной Армии В. С. Боряк был призван Кировским районным военкоматом города Новосибирска в ноябре 1943 года. Прошёл обучение в учебном танковом полку, освоил специальность стрелка-радиста танка. В мае 1944 года сержант Боряк прибыл в расположение находившейся на переформировании 22-й гвардейской танковой бригады и был определён во 2-й танковый батальон в экипаж гвардии младшего лейтенанта В. П. Саломахина. В боях с немецко-фашистскими захватчиками и их румынскими союзниками Василий Семёнович с 20 августа 1944 года на 2-м Украинском фронте. Боевое крещение принял в Ясско-Кишинёвской операции.
В первый день наступления советских войск в Румынии подразделения 27-й армии мощным ударом прорвали сильно укреплённую оборону противника западнее Ясс. В образовавшуюся брешь командование 2-го Украинского фронта ввело 6-ю танковую армию. Преодолевая сопротивление противника, 22-я гвардейская танковая бригада гвардии подполковника Г. Т. Павловского стремительно продвигалась вглубь румынской территории. В составе своего подразделения гвардии сержант В. С. Боряк участвовал в освобождении городов Бырлад, Фокшаны и Рымникул-Сэрат, форсировал реку Сирет.
Особенно тяжёлые бои бригада вела за стратегически важный опорный пункт врага город Бузэу, прикрывавший дороги на Бухарест и Плоешти. Много хлопот доставили танкистам выдвинутые на прямую наводку немецкие зенитные орудия. Когда 2-й танковый батальон гвардии майора А. М. Сотника прорвался к мосту через одноимённую реку, в его составе осталось только семь исправных танков. Экипаж Т-34 гвардии младшего лейтенанта Саломахина первым вышел к вражескому аэродрому, расположенному на окраине города. Здесь стрелок-радист В. С. Боряк, заменивший тяжело раненого наводчика, точным выстрелом сумел повредить находившийся на взлётной полосе и готовый к взлёту немецкий военно-транспортный самолёт Fieseler Fi 156 Storch. Сам Василий Семёнович об этом случае вспоминал:

Когда он [самолёт] приземлился, мне командир батальона майор Сотник скомандовал: «Васька, огонь!». Я с первого снаряда ударил и попал в крыло или хвост. Факт тот, что подбил его. Он уже взлететь не мог. Затем мы узнали, что там был какой-то большой начальник.— Солдатские мемуары. Не машина, а золото.
Захваченным в плен «большим начальником» оказался командующий 15-й отдельной зенитной дивизией полковник Ганс Симон, полки которого до последнего обороняли Бузэу.
28 августа сопротивление противника было сломлено, и части 5-го гвардейского танкового корпуса полностью овладели городом. Дорога на Плоешти была свободна, и два дня спустя танкисты с боем взяли важнейший центр нефтедобывающей промышленности Румынии. За десять дней непрерывных боёв экипаж гвардии младшего лейтенанта В. П. Саломахина, в составе которого воевал В. С. Боряк, огнём орудия, пулемётов и гусеницами уничтожил танк PzKpfw III, 5 автомашин с военными грузами, 4 артиллерийских орудия различных калибров и до 150 солдат и офицеров неприятеля. В качестве трофеев экипаж захватил танк Т-VI «Тигр», 2 армейских тягача и 5 пушек. В плен силами экипажа было взято 15 вражеских солдат. В боях 1-3 сентября 1944 года в пяти километрах к западу от Плоешти уже в рамках Бухарестско-Арадской операции гвардии сержант В. С. Боряк исполнял обязанности старшего радиста и обеспечил чёткую и бесперебойную связь, дав возможность командиру батальона непосредственно управлять боем и своевременно реагировать на изменения боевой обстановки. Приказом от 2 октября 1944 года Василий Семёнович был награждён орденом Славы 3-й степени (№ 131609). Тогда же ему было присвоено воинское звание гвардии старшего сержанта.

### Орден Славы II степени
В ходе дальнейшего освобождения Румынии в должности старшего стрелка-радиста В. С. Боряк на своём танке прорывался с боем через Южные Карпаты, сражался в Северной Трансильвании, отражал контрнаступление немецких и венгерских войск под городом Турда. Во время Дебеценской операции 22-я гвардейская танковая бригада активными и смелыми действиями содействовала взятию городов Орадеа-Маре и Дебрецен. В рамках начавшейся в конце октября 1944 года Будапештской операции танковые батальоны бригады вели бои на левом берегу реки Тисы и способствовали овладению крупным опорным пунктом противника городом Сольнок.
В начале декабря 1944 года 5-й гвардейский танковый корпус, сосредоточившись в северо-восточных районах Венгрии, мощным ударом прорвал укреплённую оборону противника север-восточнее Будапешта и устремился к Дунаю. Перед частями корпуса была поставлена задача овладеть опорным пунктом противника на левом берегу Дуная городом Вац и дальнейшим наступлением на юг вдоль реки обеспечить выход пехотных соединений к северным окраинам Будапешта. Ожесточённое сражение развернулось 7 декабря 1944 года за городок Ретшаг к северу от Ваца. Противник контратаковал части корпуса крупными силами пехоты, танков и самоходной артиллерии. Умелыми действиями экипаж Т-34 гвардии лейтенанта В. П. Саломахина нанёс большой урон врагу, огнём орудия, пулемётов и гусеницам уничтожив 2 САУ, 2 тягача, 2 противотанковых орудия, 12 автомашин и 20 подвод с грузами и 35 вражеских солдат. При этом старший стрелок-радист В. С. Боряк «проявил мужество и умение вести огонь на поле боя». В ходе сражения был ранен командир танка, и Василий Семёнович принял командование экипажем на себя. Его тридцатьчетвёрка первой ворвалась на железнодорожную станцию Ретшаг и блокировала готовый к отправке эшелон с воинскими грузами и шестью танками на платформах. Заметив приближающуюся к станции колонну немецкой пехоты, танкисты устроил засаду, и подпустив противника на близкое расстояние, открыли по нему шквальный огонь из пулемётов, истребив около 50 вражеских солдат и офицеров.
Сломив сопротивление врага, 22-я гвардейская танковая бригада первой вышла на северную окраину Ваца. 8 декабря 1944 года город был полностью очищен от войск противника. За доблесть и мужество, проявленные в бою, приказом от 24 января 1945 года гвардии старший сержант В. С. Боряк был награждён орденом Славы 2-й степени (№ 34761).

### Орден Славы I степени
После выхода на рубеж реки Дунай 5-й гвардейский танковый корпус 6-й гвардейской танковой армии был переброшен в междуречье Ипеля и Грона. Стремительным ударом прорвав вражескую оборону, танкисты 20 декабря 1944 года взяли главный опорный пункт немцев в этом районе городок Левице. Стремясь отбросить советские войска обратно за Ипель, ударная танковая группировка немцев контратаковала наступающие части 7-й гвардейской армии. По приказу командования 22-я гвардейская танковая бригада гвардии подполковника Г. Т. Павловского стремительным маршем вышла в тыл противника и блокировала его переправы через Грон. В ожесточённом бою танкисты уничтожили 9 вражеских танков, 11 бронетранспортёров, 18 автомашин с пехотой и грузами и истребили до полка солдат и офицеров вермахта. Уже переправившиеся через реку немецкие танковые соединения оказались отрезанными от основных сил, и были частично истреблены и отброшены обратно за Грон. В боях на территории Чехословакии принимал активное участие и гвардии старший сержант В. С. Боряк.
В начале января 1945 года командование 2-го Украинского фронта силами 5-го гвардейского танкового корпуса провело наступательную операцию вдоль левого берега Дуная. Прорвав 6 января оборону противника на рубеже реки Грон, танкисты-гвардейцы на второй день наступления вышли к реке Нитре севернее города Комарно, где встретили ожесточённое сопротивление врага. В бою 8 января гвардии старший сержант В. С. Боряк в сложных условиях боевой обстановки обеспечил бесперебойную радиосвязь, чем дал возможность командиру батальона эффективно управлять действиями соединения. При этом Василий Семёнович успевал вести ураганный огонь из пулемёта, истребив не менее 10 солдат неприятеля. За образцовое выполнение боевых заданий командования и проявленные при этом доблесть и мужество уже после окончания войны указом Президиума Верховного Совета СССР от 15 мая 1946 года он был награждён орденом Славы 1-й степени (№ 1030).

### Дальнейшая служба
Удержать позиции на Нитре частям 5-го гвардейского танкового корпуса без поддержки пехоты и артиллерии не удалось. Под давлением превосходящих сил противника танкисты отошли за реку Грон, где до начала Венской наступательной операции успешно отражали атаки противника, «в решающей мере обеспечивая стойкость общевойсковой обороны».
В феврале 1945 года В. С. Боряк в числе лучших танкистов корпуса был направлен на учёбу во 2-е Киевское Краснознамённое училище самоходной артиллерии, которое он окончил в 1949 году. Военную службу гвардии лейтенант Боряк продолжил в 82-м танковом полку Группы советских войск в Германии в должности командира САУ. В 1952 году Василия Семёновича перевели в Приморский военный округ на должность командира самоходной артиллерийской установки 125-го отдельного танкового полка 25-й армии.
В 1950-е годы Советская Армия получала на вооружение самые современные образцы вооружения. Для обслуживания новой техники требовались грамотные специалисты, и Василий Семёнович, несмотря на солидный возраст, не счёл зазорным снова сесть за школьную парту. В 1956 году он успешно окончил десятый класс. В июне того же года его назначили на должность помощника начальника штаба батальона тяжёлых САУ, которую он занимал до начала шестидесятых годов.
17 декабря 1959 года на заседании Совета министров СССР было принято решение о создании Ракетных войск стратегического назначения (РВСН), и в июне 1960 года В. С. Боряк был назначен на должность помощника начальника штаба 133-й ракетной бригады по режиму и охране (станция Ледяная Амурской области). В мае 1961 года бригада была обращена на формирование 27-й гвардейской ракетной дивизии. Василия Семёновича направили на курсы переподготовки офицерского состава, по окончании которых в том же 1961 году он заступил на должность оперативного дежурного по командному пункту соединения. С 1964 года являлся начальником штаба батальона и заместителем командира батальона. В 1965 году гвардии капитан В. С. Боряк был переведён в Главное управление комплектования оборудованием и автоматикой объектов Министерства обороны. До 1974 года служил на базе Главкомплекта в должностях начальника отдела и заместителя командира части. В 1970 году окончил курсы усовершенствования офицерского состава.
В 1974 году гвардии полковник В. С. Боряк вышел в отставку. Жил и работал в городе Одинцово Московской области. С 1986 года являлся персональным пенсионером союзного значения. После выхода на заслуженный отдых активно занимался военно-патриотической работой. Участвовал в телепередаче «Солдатские мемуары» Константина Симонова.
Умер Василий Семёнович 27 января 2001 года. Похоронен на Лайковском кладбище.

## Награды
- Орден Отечественной войны 1-й степени (11.03.1985)[15];
- орден Славы 1-й степени (15.05.1946)[1];
- орден Славы 2-й степени (24.01.1945)[11];
- орден Славы 3-й степени (02.10.1944)[9];
- медали, в том числе:
  - медаль «За боевые заслуги»[5];
  - медаль «За победу над Германией в Великой Отечественной войне 1941-1945 гг.».

## Документы
- Общедоступный электронный банк документов «Подвиг Народа в Великой Отечественной войне 1941—1945 гг.» Архивировано из оригинала 13 марта 2012 года. Номера в базе данных:

Орден Отечественной войны 1-й степени (архивный реквизит 1518655792). Дата обращения: 11 апреля 2014. Архивировано 13 апреля 2014 года.
Орден Славы 2-й степени (архивный реквизит 40843757). Дата обращения: 11 апреля 2014. Архивировано 13 апреля 2014 года.
Орден Славы 3-й степени (архивный реквизит 44350735). Дата обращения: 11 апреля 2014. Архивировано 13 апреля 2014 года.